# همفري بورتون
همفري بورتون (بالإنجليزية: Humphrey Burton)‏ هو مخرج بريطاني، ولد في 25 مارس 1931 في تروبريدج في المملكة المتحدة.

## وصلات خارجية
- همفري بورتون على موقع IMDb (الإنجليزية)
- همفري بورتون على موقع ميوزك برينز (الإنجليزية)
- همفري بورتون على موقع ديسكوغز (الإنجليزية)
- همفري بورتون على موقع قاعدة بيانات الفيلم (الإنجليزية)